# جيمس بيرسون ولز
جيمس بيرسون ولز هو سياسي كندي، ولد في 13 يناير 1822، وتوفي في 24 أغسطس 1893 في أورورا في كندا. حزبياً، نشط في الحزب الليبرالي الكندي. وقد انتخب عضو مجلس العموم الكندي.